# Blutige Diamanten
Blutige Diamanten ist ein US-amerikanischer Abenteuerfilm aus dem Jahr 1949 von William Dieterle mit Burt Lancaster, Paul Henreid, Claude Rains und Peter Lorre. Der Film wurde von Wallis-Hazen, Inc. produziert.

## Handlung
Die Polizei in der südafrikanischen Minenstadt Diamondstad unter dem brutalen Kommandanten Paul Vogel ist auf der Suche nach Angestellten, die der kolonialen Minengesellschaft Diamanten gestohlen haben. Der amerikanische Abenteurer Mike Davis kehrt nach zwei Jahren zu Vogels Verdruss nach Diamondstad zurück. Vogel lässt seinen Hass auf Mike an dem schwarzen Hafenarbeiter John aus, dem Mike zur Hilfe kommt. Vogel informiert den Manager Arthur Martingale über Mikes Rückkehr. Martingale mahnt Vogel zur Zurückhaltung, bis man wisse, was Mike vorhabe.
In einem Nachtclub versucht die Tänzerin Suzanne Renaud Martingale zu verführen. Der widersteht und beauftragt Suzanne, Mike zu verführen, um an Informationen über dessen Diamanten zu kommen. Mike begegnet in einem Café Toady, der glaubt, dass Mike zurückgekommen sei, um seine vor Vogel versteckten Diamanten zu holen. Auch Suzanne erscheint im Café, doch Mike ist ihr gegenüber misstrauisch und weist sie ab. Vogel hat sich seinerseits in Suzanne verliebt und glaubt, Mike habe Suzanne beleidigt. Anstatt zu kämpfen, spielen die beiden Feinde Poker, das Vogel durch Falschspiel gewinnt. Suzanne geht mit Vogel nach Hause, ist aber von dessen rücksichtsloser und habgieriger Art abgestoßen. In der Nacht bricht Mike in Vogels Haus ein und holt sich sein verlorenes Geld zurück. Auch Suzanne nimmt er mit. Während der Rückfahrt erzählt er Suzanne den Grund für Vogels Hass.
Mike arrangiert für seinen Kunden Ingram eine Löwenjagd. Dabei verliert er Ingram aus den Augen und folgt dessen Spuren. Nach einiger Zeit stößt er auf Ingram, der einen Behälter mit Rohdiamanten gefunden hat. Mike muss sein verdurstendes Pferd erschießen. Er lässt die Diamanten zurück und trägt Ingram zurück in die Stadt. Dort wird er von Vogel festgenommen und brutal zusammengeschlagen. Doch Mike verrät die Lage der Diamanten nicht. Nun ist Mike zurückgekommen, um die Diamanten zu holen. Suzanne, mittlerweile in Mike verliebt, kann es ihm nicht ausreden.
Durch Dr. Hunter, einem alkoholkranken Freund, lernt Mike den verärgerten Wächter Thompson kennen. Er verabredet mit ihm, zum Fundort zu fahren. Vogels Hass auf Mike steigert sich, als Suzanne ihn abweist. Er zwingt Thompson, Mikes Plan zu verraten. Mike wird misstrauisch und sagt die Verabredung ab. Vogel nimmt ihn dennoch fest, kann ihn aber nicht foltern, da Martingale Mikes Freilassung veranlasst. Vogel gibt erst nach, als Suzanne droht, seinen Heiratsantrag öffentlich zu machen, was seinem Ruf schaden würde.
Mike will versuchen, Suzanne zu vertrauen, die mit Martingale ein Abkommen trifft. Mikes Leben soll im Austausch für die Diamanten geschont werden. Mike bekommt davon mit und verlässt umgehend die Stadt. Er stößt auf Vogel und nimmt ihn als Geisel, um an einer Straßensperre vorbeizukommen. Danach setzt er Vogel inmitten eines Sandsturms aus. Er gräbt die Diamanten aus und überquert die Grenze nach Angola. 
Vogel schafft es zurück in die Stadt. Er will Hunter als Mikes Komplizen festnehmen, dabei tötet er den Arzt versehentlich. Zur Vertuschung nimmt er Suzanne als Hunters Mörderin fest. Toady informiert Mike in Angola über Suzannes Schicksal. Zusammen kehren sie nach Südafrika zurück. Mike bietet Martingale die Diamanten im Austausch für Suzanne an. In Martingales Büro zwingt er Vogel, eine Unschuldserklärung für Suzanne zu unterschreiben. Zu spät erkennt Vogel, dass ihn das zu Hunters Mörder macht. Zwar wird er von Martingale verteidigt, doch Mike tötet ihn, wie es sich Martingale erhofft hat.
Mike erfährt, dass Suzanne versucht hat, sein Leben zu retten. Er geht zu ihr und gesteht ihr seine Liebe. Zusammen wollen sie mit einem Boot Südafrika verlassen. Noch im Hafen begegnen sie Martingale, der Mike drei Diamanten als Geschenk überreicht. Einen Diamanten gibt Mike John, einen zweiten Toady.

## Produktion

### Hintergrund
Gedreht wurde der Film vom 24. Januar bis zum 12. März 1949 in Yuma, in der Yuma-Wüste, in der Sonora-Wüste, im Imperial County, im Hafen Los Angeles und in den Paramount-Studios in Hollywood.

### Stab
Hans Dreier, Franz Bachelin und Albert Nozaki waren die Art Directors, Sam Comer und Grace Gregory die Szenenbildner, Edith Head die Kostümbildnerin. Gordon Jennings und Farciot Edouart waren für die Spezialeffekte verantwortlich, Wally Westmore für das Make-up.

### Besetzung
In kleinen nicht im Abspann erwähnten Nebenrollen traten Everett Brown, Harry Cording, Leslie Denison, Nestor Paiva und Harry Wilson auf.
Corinne Calvet spielte das erste Mal in einem US-Film mit.

## Synchronisation
| Rolle             | Schauspieler   | Deutscher Synchronsprecher |
| ----------------- | -------------- | -------------------------- |
| Mike Davis        | Burt Lancaster | Curt Ackermann             |
| Cmdr Vogel        | Paul Henreid   | Ernst Fritz Fürbringer     |
| Arthur Martingale | Claude Rains   | Hans Hinrich               |
| Toady             | Peter Lorre    | Werner Lieven              |
| Suzanne Renaud    | Corinne Calvet | Tina Eilers                |
| Dr. Hunter        | Sam Jaffe      | Walter Holten              |
| Thompson          | John Bromfield | Wolfgang Preiss            |
| Pierson           | Mike Mazurki   | Wolfgang Eichberger        |
| Wachoffizier      | Harry Cording  | Wolfgang Eichberger        |
| Wachoffizier      | Art Foster     | Willy Friedrichs           |
| Telefonist        | Trevor Ward    | Willy Friedrichs           |

Anmerkung: Die kursiv geschriebenen Namen sind Rollen und Darsteller, die nicht im Abspann erwähnt wurden.

## Veröffentlichung
Die Premiere des Films fand am 3. August 1949 statt. In der Bundesrepublik Deutschland kam er am 12. April 1950 in die Kinos, in Österreich am 21. Dezember 1950.

## Kritiken
Der Filmkritiken-Aggregator Rotten Tomatoes hat ein Publikumsergebnis von 60 Prozent positiver Bewertungen eingependelt.
Das Lexikon des internationalen Films schrieb: „Hartgesottenes Action-Abenteuer um Geldgier und Überlebenskampf.“
Der Kritiker der The New York Times bezeichnete den Film als strahlendes Beispiel, wie man mit einfallsreicher Regie und lebhafter Darstellung aus einer einfachen Geschichte über Rache und Gier nach Reichtum einen brodelnden Actionfilm macht. Regisseur Dieterle habe eine gute Portion Aufregung und Spannung hinzugefügt und mit der Kamera gekonnt eine spannungsgeladene Atmosphäre der Vorahnungen geschaffen.
Der Kritiker des TV Guide beschrieb den Film als überdurchschnittlichen Abenteuerfilm, der Fans von Casablanca nicht enttäuschen werde.